# والکووو
والکووو (به بلغاری: Valkovo) یک منطقهٔ مسکونی در بلغارستان است که در ساندانسکی واقع شده‌است.